# Lukengu Ngalula
Pour les articles homonymes, voir Ngalula.
Lukengu Nana Ngalula, née le 11 août 1976 à Lubumbashi, est une joueuse congolaise (RDC) de basket-ball.

## Carrière
Avec l'équipe du Zaïre féminine de basket-ball, elle remporte le Championnat d'Afrique féminin de basket-ball 1994 en Afrique du Sud.
Elle a participé au tournoi féminin de basket-ball aux Jeux olympiques d'été de 1996 à Atlanta à l'issue duquel les Zaïroises terminent à la douzième place ; elle est lors de ces Jeux la porte-drapeau de la délégation zaïroise lors de la cérémonie d'ouverture.
Elle étudie au College of Saint Rose (en), évoluant dans leur équipe de basket-ball, à la fin des années 1990.